# Kapela sv. Antuna (Ježevo)
Kapela sv. Antuna je rimokatolička građevina u mjestu Ježevo, općini Rugvica.

## Opis
Kapela sv. Antuna nalazi se na uskoj nepravilnoj parceli uz cestu u središtu naselja Ježevo. Izvorna drvena kapelica bila je okružena grobljem te je nosila titular sv. Duha, a prvi se put spominje u drugoj polovici 17. st. Godine 1908. na njezinom mjestu sagrađena je u pojednostavljenim historicističkim oblicima nova zidana kapela posvećena sv. Antunu Padovanskom.To je jednobrodna građevina s užim i nižim trostranim svetištem i kvadratnim sakristijama sa svake strane te pravokutnim zvonikom završenim piramidalnom limenom kapom iznad glavnog pročelja. Građena je od opeke i kamena te pokrivena pokrovom od biber crijepa. Njezinom vanjštinom dominira raščlamba rustičnim lezenama (kojima na unutrašnjim zidovima odgovaraju kanelirani pilastri) i polukružnim prozorskim otvorima. Pročelja imaju istaknuti visoki sokl te završavaju višestruko profiliranim krovnim vijencem. Drvene dvokrilne vratnice s polukružnim nadsvjetlom nalaze se na njezinom ulazu.

## Zaštita
Pod oznakom Z-5620 zavedena je kao nepokretno kulturno dobro - pojedinačno, pravna statusa zaštićena kulturnog dobra, klasificirano kao "sakralna graditeljska baština".